# Fulgora laternaria

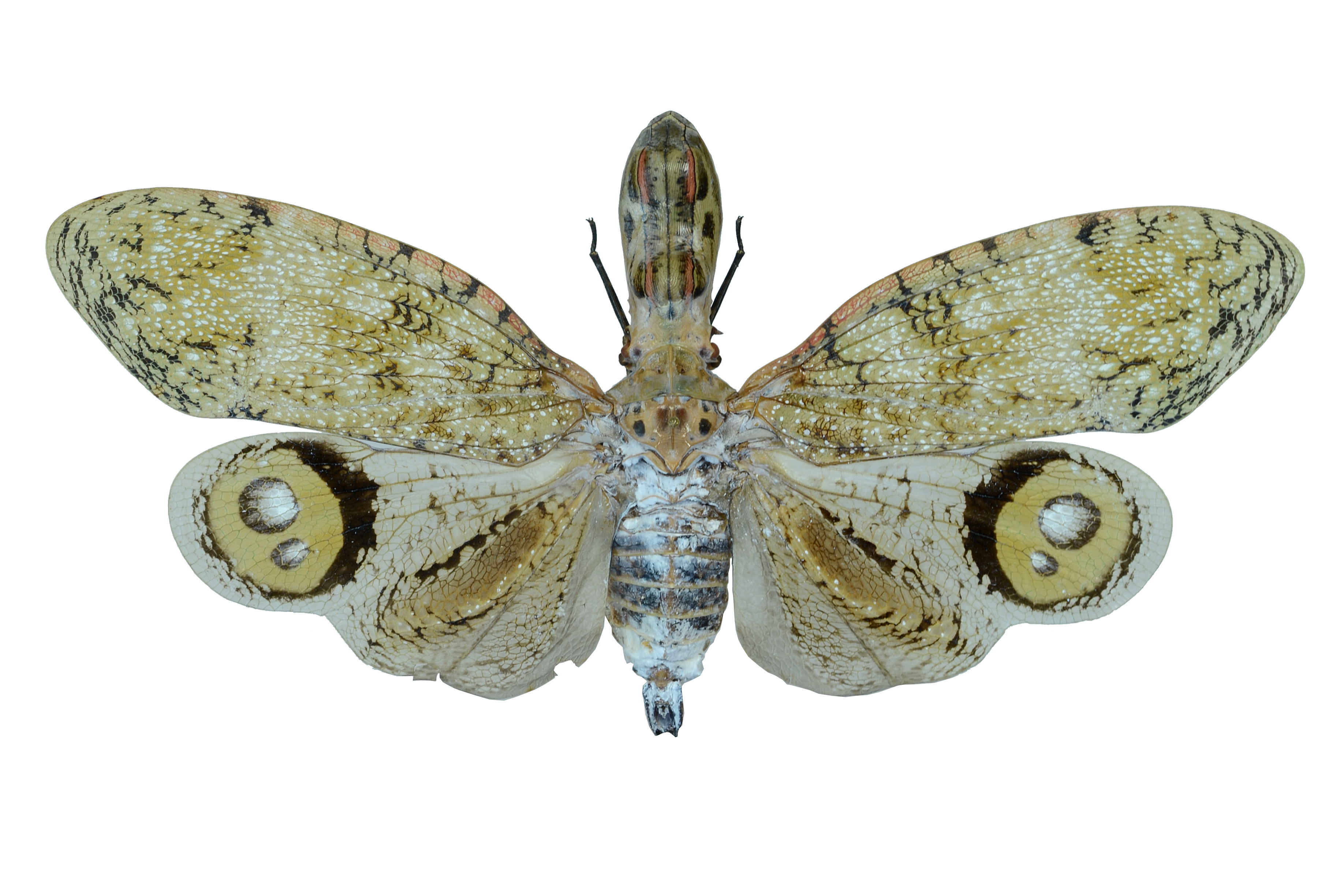
Fulgora laternaria

Fulgora laternaria — напівтвердокрила комаха родини ліхтарниць.

## Опис
Мешкає в тропічних лісах Латинської Америки, Довжина тіл сягає 9 см, розмах крил — 15 см. За допомогою незвичайної голови й несправжніх очей на задніх крилах відлякує хижаків, крила містять отруту Живиться соком деяких дерев.